# Alisalia minutissima
Alisalia minutissima är en skalbaggsart som beskrevs av Thomas Casey 1911. Alisalia minutissima ingår i släktet Alisalia och familjen kortvingar. Inga underarter finns listade i Catalogue of Life.